# The Exes
The Exes é uma série de televisão comédia americana estrelada por Donald Faison, Wayne Cavaleiro, Kristen Johnston, David Alan Basche e Kelly Stables. Ela estreou na TV Land em 30 de novembro de 2011, e foi ao ar na quarta-feira noites às 10:30.. Em 2 de fevereiro de 2012, TV Land renovou a série para uma segunda temporada composta por 12 episódios. Em 13 de dezembro de 2012, TV Land pegou uma terceira temporada de The Exes, composta por 10 episódios,porém a temporada acabou sendo composta por 20 episódios. Após uma quarta temporada com 22 episódios a série foi cancelada em setembro de 2015.

## Elenco

### Holly
Holly, além de advogada de divórcios, é dona do apartamento onde vivem três de seus clientes, exatamente do outro lado do corredor de sua própria casa.

### Stuart
Stuart é recém-solteiro, e o último a se incorporar no apartamento onde vivem Phil e Haskell.

### Phil
Phil é divorciado e, antes de mais nada, um “don juan”. Vive com Haskell e Stuart, do outro lado do corredor de Holly.

### Haskell
Haskell é meio esquisitão e, claro, também divorciado. Mora com Phil e Stuart.
Atores
- Donald Faison - Phil
- Wayne Knight - Haskell
- Kristen Johnston - Holly
- David Alan Basche - Stuart

## Episódios
| Temporada | Episódios | Estreia                | Encerramento            |
| --------- | --------- | ---------------------- | ----------------------- |
| 1.ª       | 10        | 30 de novembro de 2011 | 1 de fevereiro de 2012  |
| 2.ª       | 12        | 20 de junho de 2012    | 5 de setembro de 2012   |
| 3.ª       | 20        | 19 de junho de 2013    | 26 de fevereiro de 2014 |
| 4.ª       | 22        | 5 de novembro de 2014  | 16 de setembro de 2015  |